# Макс Леттерис
Макс Леттерис (при рождении Меер Леви; 1800—1871) — австрийско-еврейский поэт и переводчик, сочинявший на иврите и немецком языках.

## Биография
Родился в 1804 г. в Жолкиеве (Галиция). Получил традиционное воспитание. Рано проявил поэтические наклонности и 12-летним мальчиком показал свои первые поэтические опыты Нахману Крохмалю, который поспособствовал его умственному развитию.
Появившиеся один за другим сборники стихотворений Леттериса «Dibre Schir» (1822), «Ajeleth ha-Schachar» (1824) и «Palge Maim» (1827) создали ему имя, и он был признан наиболее выдающимся поэтом галицийского еврейства (большинство стихотворений перепечатаны в изданном в 1860 г. «Tofes Kinnor we-Ugab»). Из его оригинальных лирических стихотворений особенной популярностью пользовалась его распеваемая по всей черте песня «Jonah Homiah» («Воркующая голубка»), в которой еврейский народ сравнивается с бесприютной голубкой, изгнанной из родного гнезда.
В 1826 году поступил в Львовский университет, где слушал лекции по восточным языкам. В течение ряда лет он служил в типографском деле в Вене, Пресбурге (ныне Братислава) и в Праге, где в 1844 году получил докторский диплом.
За сборник легенд по-немецки «Sagen aus dem Orient» («Саги Востока», 1847) был награжден австрийским императором золотой медалью.
С 1848 года жил в Вене, где он некоторое время занимал должность в Императорской библиотеке. Прочитанные им (1849) в Венской императорской академии лекции «К истории еврейской поэзии XIII — ХIV вв.» и «К истории еврейской драмы» были изданы академией.
Занимался поэтическими переводами на иврит из древних и новейших классиков (Гомера, Вергилия, Байрона, Шиллера). Его переделка «Фауста» Гёте («Бен-Абуйя», Вена, 1865) вызвала в литературе продолжительные дебаты, в которых главную роль сыграл молодой тогда Смоленскин со своей полемической брошюрой «Биккорет тихье» («Да будет критика!», 1867, приложение к «Ха-Мелиц»).
Состоял в дружественной переписке с С. Д. Луццато, Ф. Деличем и С. Л. Раппопортом.
Умер в Вене в 1871 году.

## Труды
Сборники стихотворений
- «Dibre Schir» («Стихотворения», 1822),
- «Ajeleth ha-Schachar» («Заря», 1824),
- «Palge Maim» («Ручьи», 1827).[4]

Переработал «Atbalie» («Geza Jischai», «Род Иессеев», Вена, 1835).
Издания других авторов:
- переиздание «Ozar Haschoraschim» Бен-Зеева (1838)
- впервые опубликовал хранившиеся в рукописи:
  - «Sefat Jeter» («Возвышенная речь») A. ибн-Эзры (1838),
  - драму М. Х. Луццато «Мигдал оз» (1838),
  - историческое сочинение «Эмек ха-баха» Иосифа из Авиньона (Вена, 1852).

Переработал «Эсфирь» («Шалом Эстер», Прага, 1843) Расина.
Его переделка «Фауста» Гёте («Бен-Абуйя», Вена, 1865) вызвала в литературе продолжительные дебаты, в которых главную роль сыграл молодой тогда Смоленскин со своей полемической брошюрой «Bikkoret Tihje».
Составил ряд биографий выдающихся людей: Спинозы, М. Х. Луццато, Н. Крохмаля, И. Эртера, Шалома Когена, Соломона Гейне («Ruach Nedibah», 1845).
Перевёл «Nach der Zerstörung» (Neginot Israel, 1856) и «Ahnenbilder» (Birchat Horim, 1866) A. Франкля.
Издавал ряд периодических венских изданий:
- «Wiener Blätter» (1851—1852, с еврейским приложением Zefirat Tifarah);
- «Wiener Monatsblätter f. Kunst u. Literatur» (1853),
- «Wiener Vierteljahresschrift» (1853, с евр. придожением Abne Nezer);
- «Wiener Mittheihungen» (1854—1870).

Переделка «Фауста» Гёте («Бен-Абуйя», Вена, 1865).
Переиздал со значительными дополнениями журнал «Meassef» за 1784 год (1865).
Много писем своих современников он включил в изданные им письмовники «Michtabim» (1827) и «Michtebe bene Kedem» (1866).
Его автобиография «Zikkaron ba-Sefer» (1869) содержит много данных о выдающихся пионерах «гаскалы». Его проза на иврите значительно уступает его стихам: она слишком искусственна и изобилует выспренными «melizot».